# Gyari Dorjee Youdon
Gyari Dorjee Youdon (tibétain : རྒྱ་རི་རྡོ་རྗེ་གཡུ་སྒྲོན, Wylie : rgya ri rdo rje g.yu sgron), née en 1932 au  Tibet et morte le 19 avril 2024 à New Delhi en Inde, est une résistante tibétaine.

## Biographie
Dorjee Youdon, née en 1932, est issue comme sa sœur aînée Norzin Lhamo de la famille Miloktsang, descendant des guerriers envoyés par l'empereur tibétain Trisong Deutsen pour garder la frontière orientale du Tibet,  « jamais revenu » (milok) au Tibet central. Les deux  sœurs ont épousé Nima Gyaritsang, le chef du Nyarong supérieur.
En 1956, Gyari Dorjee Youdon s’est imposée comme une dirigeante courageuse pour faire face à l’oppression chinoise à Nyarong. L'armée populaire de libération, pour imposer de soi-disant « réformes démocratiques », ont eu recours à des « séances de lutte », impliquant des critiques publiques, des dénonciations et des violences physiques contre des citoyens importants, des lamas et des chefs de village, souvent suivies d'exécutions. Gyari Dorjee Youdon, son mari Gyari Nyima et son aînée Norzin Lhamo, se sont mobilisés. Gyari Dorjee Youdon a pris la tête d'une rébellion à Nyarong pour protéger sa communauté de l'armée chinoise. 
Selon Jamyang Norbu, « elle a envoyé des lettres dans tout le Tibet oriental, appelant le peuple à se soulever contre les Chinois. Vêtue d'une robe d'homme et avec un pistolet attaché à son côté, elle chevauchait devant ses guerriers pour combattre l'ennemi. Elle attaqua férocement les colonnes et les avant-postes chinois partout dans le Nyarong. Les soldats et fonctionnaires chinois restants se retirèrent dans le château de la femelle dragon, où ils tinrent bon. ».
En 2010, Dorje Yudon et sa sœur aînée Norzin Lhamo vivent à New Delhi, leur mari Gyari Nyima est décédé le 30 août 1999.
Son fils, Lodi Gyari Rinpoché, cite Maura Moynihan qui la décrit comme « une cavalière, défenseure de la citadelle, tueuse de barbares, protectrice, mère ».

### Mort
Gyari Dorjee Youdon est morte le 19 avril 2024 à l'âge de 92 ans à Delhi. Sa crémation est menée par Khokim Rinpoché à Mindroling à Clement Town (en), le 29 avril 2024.